# Chemin de Fer Touristique du Tarn
| Chemin de Fer Touristique du Tarn | Chemin de Fer Touristique du Tarn |
| --------------------------------- | --------------------------------- |
| Couillet                          |                                   |
| Streckenlänge:                    | 3,5 km                            |
| Spurweite:                        | 500 mm (Schmalspur)               |
|                                   |                                   |

Die Chemin de Fer Touristique du Tarn (CFTT) ist eine 3,5 km lange Schmalspurbahn mit 500 mm Spurweite beim Dorf Saint-Lieux-lès-Lavaur in der Nähe von Saint-Sulpice-la-Pointe im Département Tarn, Frankreich.

## Nutzung
Die Chemin de Fer Touristique du Tarn wird als Museumseisenbahn von der französischen ACOVA (Association pour la Conservation Occitane de Véhicules Anciens) betrieben, die seit 1975 in Toulouse besteht. Sie nutzt die Trasse der ehemaligen Bahnlinie von La Ramière nach Saint-Sulpice, die nur vom 11. April 1925 bis 20. Juni 1931 in Betrieb war.
Die Bahnlinie beginnt am Kopfbahnhof von Saint Lieux-lès-Lavaur und verläuft auf einigen Straßen der Ortschaft bis zu einem 132 m langen Viadukt über den Fluss Agout. Dann durchquert sie ländliche Gegenden und Wälder, bevor sie im Endbahnhof les Martels ankommt.
ACOVA hat fünf Dampflokomotiven, darunter drei, die als Monument historique klassifiziert sind. Eine davon ist eine Decauville aus Neukaledonien mit einer ursprünglichen Spurweite von 500 mm, aber die anderen wurden von 600 mm Spurweite umgespurt.
Die Bahn fährt von April bis Oktober an Sonn- und Feiertagen, sowie von Juli bis August außerdem an Werktagen.

## Dampfloks
| CFTT Nr. | Lok                            | Vorbesitzer            | Hersteller | Baujahr | Seriennummer |
| -------- | ------------------------------ | ---------------------- | ---------- | ------- | ------------ |
| 1        | Dreiachsige Couillet           | Zuckerfabrik von Maizy | Couillet   | 1910    | 1576         |
| 2        | Zweiachsige Decauville Progrès | Forges d’Audincourt    | Decauville | 1930    | 1087         |
| 3        | Zweiachsige Decauville Progrès | Forges d’Audincourt    | Decauville | 1947    | 1132         |
| 4        | Zweiachsige Decauville Progrès | Forges d’Audincourt    | Decauville | 1929    | 1111         |
| 5        | Zweiachsige Decauville Typ 1   | Neukaledonien          | Decauville | 1898    | 288          |